# Pictures and Paintings
Pictures and Paintings (с англ. Фотографии и картины) — последний студийный альбом американского кантри-исполнителя Чарли Рича, вышедший в 1992 году.

## О альбоме
Начиная с 80-х годов Чарли Рич почти нигде не выступал и не записывался, поэтому альбом Pictures And Paintings символизировал некое возвращение певца в музыкальный бизнес. Альбом получил положительные отзывы критиков и восстановил репутацию Чарли, но сожалению, это оказалось его последней работой.
Pictures and Paintings имеет джазовый оттенок и включает в себя, как старые хиты, получившие новое звучание: «Don’t Put No Headstone on My Grave», «Every Time You Touch Me (I Get High)», «Juice Head Baby», «Feel Like Going Home», так и новые произведения: «Pictures and Paintings», «You Don’t Know Me», «Anywhere You Are», «Somebody Broke into My Heart», «Mood Indigo», «Am I Blue?», «Go Ahead and Cry».

## Список композиций
1. «Pictures and Paintings» — 4:23
2. «You Don’t Know Me» — 4:32
3. «Don’t Put No Headstone on My Grave» — 3:50
4. «Anywhere You Are» — 4:00
5. «Somebody Broke into My Heart» — 4:24
6. «Mood Indigo» — 5:54
7. «Every Time You Touch Me (I Get High) — 5:16
8. «Juice Head Baby» — 5:39
9. «Am I Blue?» — 3:24
10. «Go Ahead and Cry» — 3:31
11. «Feel Like Going Home» — 4:46